# Héctor Florencio Varela
Héctor Florencio Varela (Montevideo, Estado Oriental del Uruguay. 2 de julio de 1832 – Río de Janeiro, Brasil, 10 de octubre de 1891) fue un escritor, periodista y diplomático  argentino de activa participación en la segunda mitad del siglo XIX. Era hijo del líder unitario Florencio Varela y de Justa Cané –hermana de Miguel Cané, quienes se casaron el 5 de septiembre de 1831, en Buenos Aires, a cuyo efecto Varela, que estaba exiliado, otorgó poder.

## Infancia y juventud
Héctor Florencio Varela nació en Montevideo, durante el exilio de su padre y fue bautizado en la Catedral Metropolitana de su ciudad natal. Varela fue el mayor de doce hermanos, entre los que se destacaron Mariano, Juan Cruz, Rufino y Luis Vicente, además de él.
Quedó huérfano a los 15 años y se refugió con su madre y sus hermanos menores en Río de Janeiro, donde para sostener a la familia se dedicó al comercio al mismo tiempo que estudiaba varias lenguas -francés, alemán, inglés e italiano- y literatura. Cuando tenía 19 años, en enero de 1852, respondió al llamamiento del general Justo José de Urquiza y se trasladó a la Argentina para contribuir a la caída de Juan Manuel de Rosas.

## Actividad política y periodística
En 1853 fundó junto con sus hermanos Mariano Adrián, Rufino y Luis el periódico La Tribuna, que dirigió alternativamente con su hermano Mariano. Héctor Varela fue durante muchos años redactor-jefe del periódico y desde ese lugar participó activamente en política y tuvo rudas polémicas con las que conquistó gran fama de diestro y brillante periodista. La nueva prensa surgida en Buenos Aires después de Caseros tenía como objetivo difundir sus respectivas opiniones políticas sin pretender imparcialidad pero sin desistir de su propósito didáctico. Como en la ciudad las informaciones circulaban rápidamente de boca a boca, lo que esencialmente importaba de esa prensa eran las interpretaciones que se hacían de ellas en sus notas editoriales que el público leía “reforzar y estilizar sus propias posiciones mediante la cuidada retórica empleada por los redactores. Los enfrentamientos de opiniones a través de los periódicos daban vida a constantes polémicas, algunas de las cuales serían recordadas por largo tiempo...En algunos casos, las pasiones se elevaban a tal punto que los polemistas, sintiéndose ofendidos, llegaban al extremo de desafiar a duelo a su oponente". Ejemplos de tales polémicas memorables fueron las que involucraron en 1854 a Nicolás Calvo, editor del periódico federal La Reforma Pacífica, con Juan Carlos Gómez en La Tribuna, en 1854, y con Domingo F. Sarmiento, en 1856.
Varela hizo su primer viaje a Europa en 1853 acompañado de su esposa y fue nombrado cónsul general de Buenos Aires en París, pero no pudo asumir el cargo porque Napoleón III Bonaparte le negó el correspondiente exequatur, quizás porque recordó que Varela había criticado en su periódico el golpe de Estado de 1848 con el que se inició el último Imperio francés. Concurrió al primer Congreso de la Paz y de la Libertad realizado en 1866 en Ginebra en cuya inauguración estuvo presente Garibaldi, que había sido amigo de su padre; en ese congreso Varela lució su elocuencia ante una pléyade de eminencias europeas, en una disertación improvisada realizada en defensa de la democracia americana, atacada por un orador que fue publicada por los periódicos del continente. Regresó a la Argentina, donde recibió de grandes elogios.
Luego de un viaje al Paraguay, publicó su libro Elisa Lynch y retornó a Europa; en marzo de 1872 publicó en París El Americano, escrito mitad en francés y mitad en castellano. Por 1874, fue agente colonizador del Plata en Italia y en esa época redactó y publicó en Turín el periódico La Italia y el Plata.  
Entre 1881 y 1884 Varela colaboró en forma habitual en la revista La América con artículos sobre la política y los hombres de América que en varios casos eran reproducidos por otros órganos de prensa. Así escribió defendiendo al presidente Julio A. Roca y el gobernador de Buenos Aires Dardo Rocha (enero de 1881), sobre la cuestión de la emigración (28 de agosto), sobre el comercio con España y sobre la expedición contra los indios (8 de septiembre), entre otros. En el Cuarto Congreso Internacional Americanista celebrado en Madrid del 25 al 28 de septiembre de 1881, pronunció un discurso por el que fue calificado como el Castelar americano. Por invitación de la Asociación de Escritores y Artistas, pronunció el discurso inaugural de una velada para conmemorar el descubrimiento de América y honrar la memoria de Colón. Varela, que era enviado extraordinario y ministro plenipotenciario de Venezuela en España fue designado en 1882 como cónsul general en España por el gobierno del Paraguay y para cargo similar por el de Argentina. En mayo de 1883 impulsó la fundación de la asociación denominada Federación Hispano-Americana. El rey Alfonso XII le concedió la Real y Distinguida Orden Española de Carlos III en grado de Encomienda.

## Descripción física
Varela fue descripto físicamente por un escritor que firmó con el seudónimo de Aurelio en esta forma

"... conservo en el local de mi bufete, un cuadro conteniendo el retrato de un hombre, robusto y corpulento, cuya fisonomía simpática, exhibe una ancha y espaciosa frente, de forma abovedada, sobre la cual se levanta un cráneo cubierto todo de negro cabello, enhiesto e inflexible, como la altivez americana; cabellera semejante a una cepa de bambú, azotada por el viento tropical. Sobre el lábio, abultado y rojo, que revela el ardor de su raza, poblados y prolongados bigotes, que se confunden con espesas barbas; y hacen notable el ángulo facial, demasiado recto, para no publicar talento y vivacidad. En la pupila del ojo, pequeño, pero rasgado horizontalmente, brilla la expresión de la mirada, como esos relámpagos que fulguran a veces sobre la cumbre del Chimborazo."

Héctor Florencio Varela falleció en Río de Janeiro, Brasil, el 10 de octubre de 1891 enfermo de fiebre amarilla.